# Holoceen
| Systeem Periode                           | Serie Tijdvak | Subserie | Etage Tijdsnede | Ouderdom (Ma)   |
| ----------------------------------------- | ------------- | -------- | --------------- | --------------- |
| Kwartair                                  | Holoceen      | Boven    | Meghalayen      | 0 - 0,0042      |
| Kwartair                                  | Holoceen      | Midden   | Northgrippien   | 0,0042 - 0,0082 |
| Kwartair                                  | Holoceen      | Onder    | Greenlandien    | 0,0082 - 0,0117 |
| Kwartair                                  | Pleistoceen   | Boven    | Boven           | 0,0117 - 0,126  |
| Kwartair                                  | Pleistoceen   | Midden   | Chibaien        | 0,126 - 0,781   |
| Kwartair                                  | Pleistoceen   | Onder    | Calabrien       | 0,781 - 1,80    |
| Kwartair                                  | Pleistoceen   | Onder    | Gelasien        | 1,80 - 2,58     |
| Neogeen                                   | Plioceen      | Plioceen | Piacenzian      | ouder           |
| Indeling van het Kwartair volgens de ICS. |               |          |                 |                 |

Het Holoceen, vroeger ook Alluvium genoemd, is het geologische tijdvak van 11.700 jaar geleden tot nu. Het Holoceen volgt op het Pleistoceen, waarmee het samen het Kwartair vormt. Het woord Holoceen is een samenstelling van Oudgrieks: ὅλος, holos, "geheel" en καινός, kainos, "nieuw". De ondergrens van het Holoceen wordt gedefinieerd door de GSSP in de NorthGRIP-ijskern, afkomstig van Groenland. De overgang van Jonge Dryas naar Holoceen is in deze kern duidelijk waar te nemen en is gedateerd op 11.650 ± 99 BP.
Het Holoceen is een relatief warme periode of interglaciaal, vergeleken met de voorgaande koude periode aan het einde van het Pleistoceen. Deze koude periode heet Weichselien en vormde een glaciaal.
Tijdens het Holoceen is het Nederlandse en Vlaamse landschap in grote mate gevormd. De Noordzee ontstond, waarbij de kuststrook met duinen zich vormde, en de moerassige veengebieden van Holland en het zeekleilandschap van Noord-Nederland.

## Vorming van het Nederlandse en Vlaamse landschap
| Erathem    | Systeem  | Serie       | Etage       | Chronozone    | Tijd geleden (jaar BP) |
| ---------- | -------- | ----------- | ----------- | ------------- | ---------------------- |
| Cenozoïcum | Kwartair | Holoceen    | Holoceen    | Subatlanticum | 0 - 2.400              |
| Cenozoïcum | Kwartair | Holoceen    | Holoceen    | Subboreaal    | 2.400 - 5.660          |
| Cenozoïcum | Kwartair | Holoceen    | Holoceen    | Atlanticum    | 5.660 - 9.220          |
| Cenozoïcum | Kwartair | Holoceen    | Holoceen    | Boreaal       | 9.220 - 10.640         |
| Cenozoïcum | Kwartair | Holoceen    | Holoceen    | Preboreaal    | 10.640 - 11.650        |
| Cenozoïcum | Kwartair | Pleistoceen | Weichselien | Jonge Dryas   | 11.650 - 12.850        |

Het Holoceen is 11.700 jaar geleden begonnen toen het klimaat warmer werd dan in de voorgaande periode, de laatste ijstijd. De opwarming van de aarde zorgde voor het smelten van de ijskappen, die onder andere Noord-Europa en Scandinavië bedekten. Hierdoor steeg de zeespiegel overal ter wereld, waardoor in West-Europa onder andere de Noordzee en de Ierse Zee gevormd werden.
Met de stijging van de zeespiegel naderde de zee ongeveer 8000 jaar geleden de huidige kustlijn. Door de stijging van de zeespiegel, steeg ook het grondwater, waardoor grote moerassen in de lage kustvlakten ontstonden. Hier werd veen gevormd, dat ook wel basisveen (veen op grote diepte) wordt genoemd. Het overgrote deel van het westen en noordwesten van Nederland was door snel stijgende zee overspoeld, en kan vergeleken worden met het huidige waddengebied. Er werd een kleilaag afgezet, die in de oude literatuur bekendstaat als oude blauwe zeeklei of Afzettingen van Calais.
In het Subboreaal (rond 3000 jaar geleden) zwakte de zeespiegelstijging af en raakte de kustvlakte dichtgeslibd. Hierdoor kon weer veenvorming plaatsvinden, waardoor het zogenaamde Hollandveen ontstond. In het Subatlanticum (vanaf 2400 jaar geleden) brak de zee weer op meer plekken in doordat dit veen afgegraven werd. De zeekleiafzettingen die toen ontstonden werden de jonge zeeklei genoemd (afzettingen van Duinkerken).
Ondertussen bouwden de Rijn en Maas in het achterland een aanzienlijke delta op.

## Mensen
De Oude Steentijd eindigt officieel met het einde van het Pleistoceen. In de geschiedenis van de mens in Europa is het Holoceen de periode van de midden- en jonge steentijd, de bronstijd en de ijzertijd, waarna de geschreven geschiedenis begint.